# كأس تونس للكرة الطائرة للرجال 1979–80
كأس تونس للكرة الطائرة للرجال 1979-1980 هو الموسم رقم 24 من كأس تونس للكرة الطائرة للرجال.

فاز بهذا الموسم الترجي الرياضي التونسي.

## روابط خارجية
- الموقع الرسمي للجامعة التونسية للكرة الطائرة.